# Шайтар, Ярослав
Ярослав Шайтар (чеш. Jaroslav Šajtar; 3 декабря 1921, Острава — 4 февраля 2003) — чешский, ранее чехословацкий шахматист, деятель чехословацкого и международного шахматного движения; почётный гроссмейстер (1985) и международный арбитр (1955). Член Президиума ФИДЕ (с 1954), член Бюро ФИДЕ (1970—1974), генеральный секретарь Шахматной федерации ЧССР (с 1966). Шахматный журналист; редактор шахматных отделов газеты «Млада фронта» (1945—1949 и 1951—1960) и журнала «Ческословенски спорт» (1968—1982). Инженер-экономист. 
Ученик Я. Фолтыса. Чемпионаты ЧССР: 1952 — 2-е, 1953 — 3-4-е места. Зональные турниры ФИДЕ: Марианске-Лазне (1951) — 7-8-е; Прага — Марианске-Лазне (1954) — 10-12-е места. В составе команды ЧССР участник Всемирных шахматных олимпиад 1952 и 1954. 
Лучшие результаты в других международных соревнованиях: Прага (1943 и 1956) — 4-5-е и 3-8-е; Теплице (1947) — 4-е; Варшава (1947) — 2-5-е; Бухарест (1949) — 3-е; Улан-Батор (1956) — 4-5-е места.